# Momposónica
Momposónica es un grupo de rock con influencias de punk, pop, percusión latina y música electrónica, formado en los Estados Unidos.

## Historia
Momposónica se formó hacia mediados de 2003 en Englewood, Nueva Jersey por cinco expatriados colombianos, el guitarrista Felipe Taborda, el percusionista David Pinto, el baterista Martín Quintero, el vocalista Luis García y el bajista Alessandro Rueda. En 2008, la banda se desintegró y se formó de nuevo en 2009 con el bajista colombiano Mauricio Molina y la cantautora de origen salvadoreño Carolina Craig. Momposónica es una mezcla de Garage rock, pop, ritmos latinos y electrónicos. En 2006, Momposónica firmó un contrato discográfico con JRGR Records, propiedad del legendario trombonista salsero y productor musical Jimmy Bosch, también conocido como "El Trombón Criollo". Ese año, después de varias semanas de preproducción, Momposónica grabó su primera producción musical autotitulada Momposónica, producida por Jimmy. El álbum debut de Momposónica fue lanzado en los Estados Unidos el 8 de agosto del 2006 por JRGR records y distribuido a través de RED Distribution/SONY BMG. Momposónica recibió favorables reseñas de Billboard & AMG All Music Guide.
El nombre Momposónica se refiere en parte a Mompós, un municipio de Colombia y en parte al grupo de garage rock estadounidense The Sonics y también rinde tributo
a la cantante folclórica afro-colombiana Totó la Momposina.
En 2009, Momposónica grabó su más reciente trabajo discográfico, Sistema de Cambio, un álbum rock que logra mantener los ritmos latinos que le caracterizan.

## Integrantes

### Miembros actuales
- Carolina Craig
- Felipe Taborda
- David Pinto
- Mauricio Molina

### Miembros Pasados
- Martin Quintero
- Luis Garcia
- Alessandro Rueda

## Discografía
En estudio
- Momposónica, JRGR records/Sony BMG Music Entertainment/RED Distribution (2006)
- Sistema de Cambio (2009)

Vídeos
Sexo Elevado  en YouTube (2006)